# العلاقات البحرينية البرازيلية
العلاقات البحرينية البرازيلية هي العلاقات الثنائية التي تجمع بين البحرين والبرازيل.

## مقارنة بين البلدين
هذه مقارنة عامة ومرجعية للدولتين:
| وجه المقارنة                                              | البحرين       | البرازيل |
| --------------------------------------------------------- | ------------- | --- |
| المساحة (كم2)                                             | 765           | 8.52 مليون |
| عدد السكان (نسمة)                                         | 1.49 مليون    | 202.66 مليون |
| الكثافة السكانية (ن./كم²)                                 | 194.77 ألف    | 23.79 |
| العاصمة                                                   | المنامة       | برازيليا، ريو دي جانيرو |
| اللغة الرسمية                                             | اللغة العربية | برتغالية برازيلية، Brazilian Sign Language ‏ |
| العملة                                                    | دينار بحريني  | ريال برازيلي، كروزيرو ريال برازيلي ‏، كروزيرو البرازيلية (1990–1993)، البرازيلي كروزادو نوفو، كروزادو برازيلي، cruzeiro ‏، كروزيرو البرازيلية (1942–1967)، الريال البرازيلي (قديم) |
| الناتج المحلي الإجمالي (بليون دولار)                      | 35.31 مليار   | 2.06 تريليون |
| الناتج المحلي الإجمالي (تعادل القوة الشرائية) بليون دولار | 64.16 مليار   | 3.22 تريليون |
| الناتج المحلي الإجمالي الاسمي للفرد دولار أمريكي          | 22.60 ألف     | 8.54 ألف |
| الناتج المحلي الإجمالي للفرد دولار أمريكي                 | 45.50 ألف     | 15.89 ألف |
| مؤشر التنمية البشرية                                      | 0.824         | 0.754 |
| رمز المكالمات الدولي                                      | +973          | +55 |
| رمز الإنترنت                                              | .bh           | .br |
| المنطقة الزمنية                                           | ت ع م+03:00   | |

## منظمات دولية مشتركة
يشترك البلدان في عضوية مجموعة من المنظمات الدولية، منها:
| علم المنظمة | اسم المنظمة                        | تاريخ انضمام البحرين | تاريخ انضمام البرازيل |
| ----------- | ---------------------------------- | -------------------- | --------------------- |
|             | الاتحاد البريدي العالمي            | ?                    | ?                     |
|             | يونسكو                             | 18 يناير 1972        | 4 نوفمبر 1946         |
|             | البنك الدولي للإنشاء والتعمير      | 15 سبتمبر 1972       | 14 يناير 1946         |
|             | منظمة التجارة العالمية             | ?                    | ?                     |
|             | وكالة ضمان الاستثمار متعدد الأطراف | 12 أبريل 1988        | 7 يناير 1993          |
|             | الاتحاد الدولي للاتصالات           | 1975                 | 4 يوليو 1877          |
|             | منظمة الشرطة الجنائية الدولية      | ?                    | ?                     |
|             | مؤسسة التمويل الدولية              | 22 سبتمبر 1995       | 31 ديسمبر 1956        |
|             | الأمم المتحدة                      | 21 سبتمبر 1971       | 24 أكتوبر 1945        |
|             | الفريق المعني برصد الأرض           | ?                    | ?                     |
|             | منظمة حظر الأسلحة الكيميائية       | ?                    | ?                     |

## وصلات خارجية
- موقع وزارة الخارجية البحرينية
- موقع وزارة الخارجية البرازيلية